# Lethal Illusion
Lethal Illusion è il quinto album in studio del gruppo musicale svedese 220 Volt, pubblicato nel novembre 1997 dall'etichetta discografica Empire Records.

## Tracce
1. Lethal Illusion – 6:05
2. Don't You Believe Me – 3:52
3. Chicago – 3:54
4. Private Queen – 4:14
5. Good For Me – 3:49
6. Shotgun Sally – 3:34
7. Disappointed – 4:31
8. The Great Escape – 4:46
9. Big Business – 4:39
10. Before You Go – 4:09
11. Prisoner of War – 2:53
12. Sauron – 3:51

## Formazione
- Jocke Lundholm – voce
- Peter Olander – chitarra
- Mats Karlsson – chitarra
- Mike Larsson – basso
- Peter Hermansson – batteria